# Noord-Macedonië

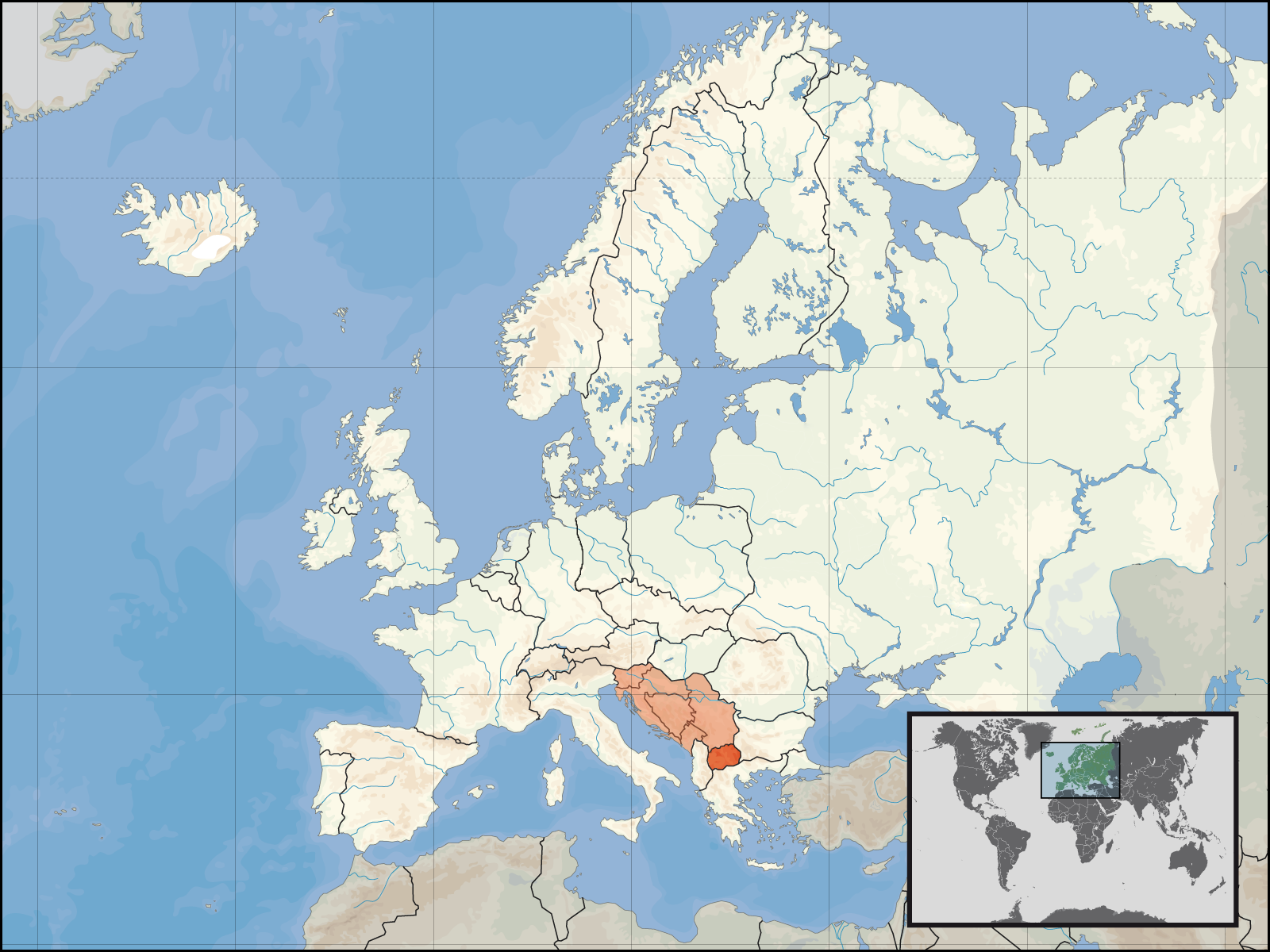
Noord-Macedonië in Europa

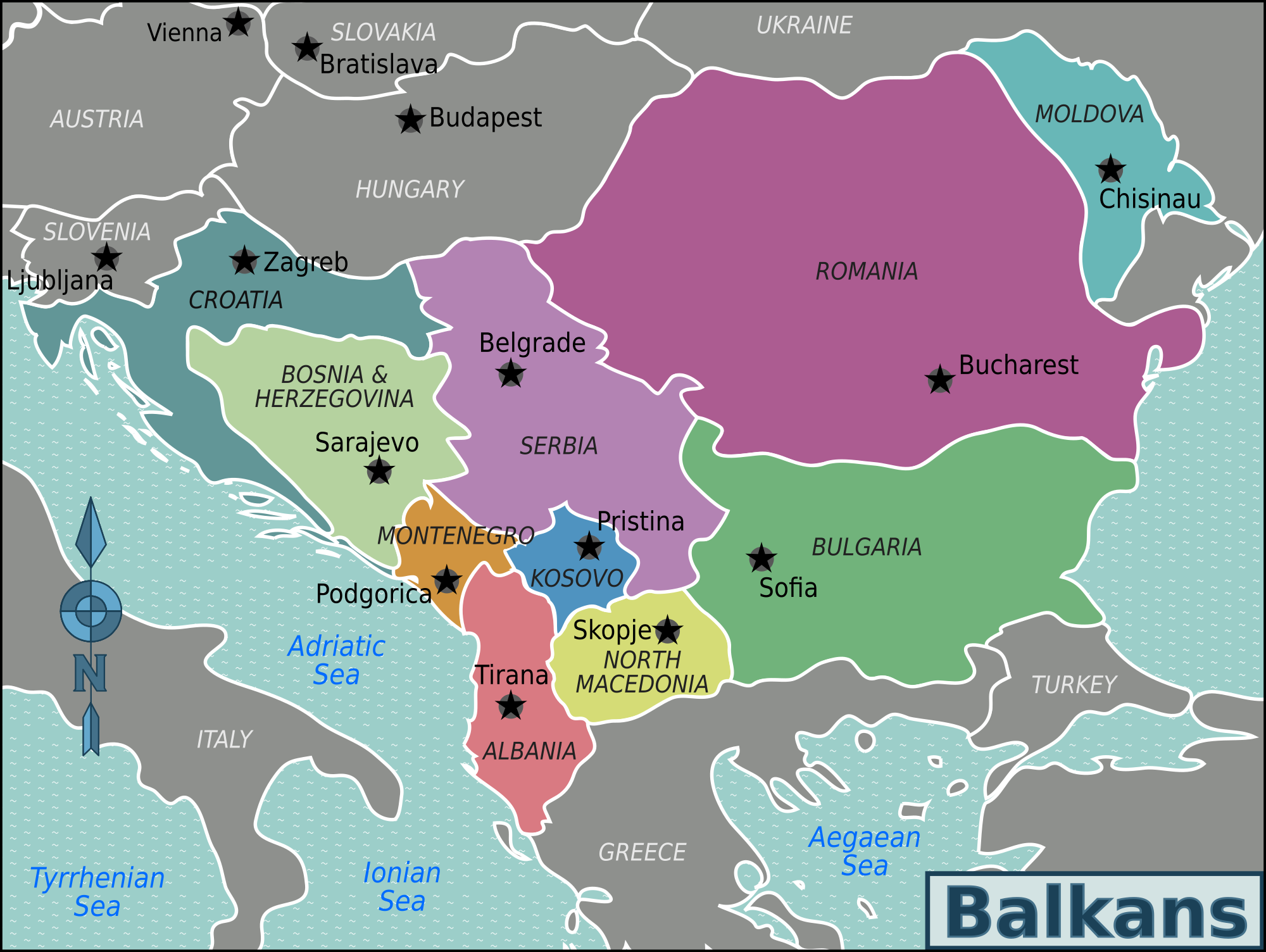
Noord-Macedonië in de Balkan

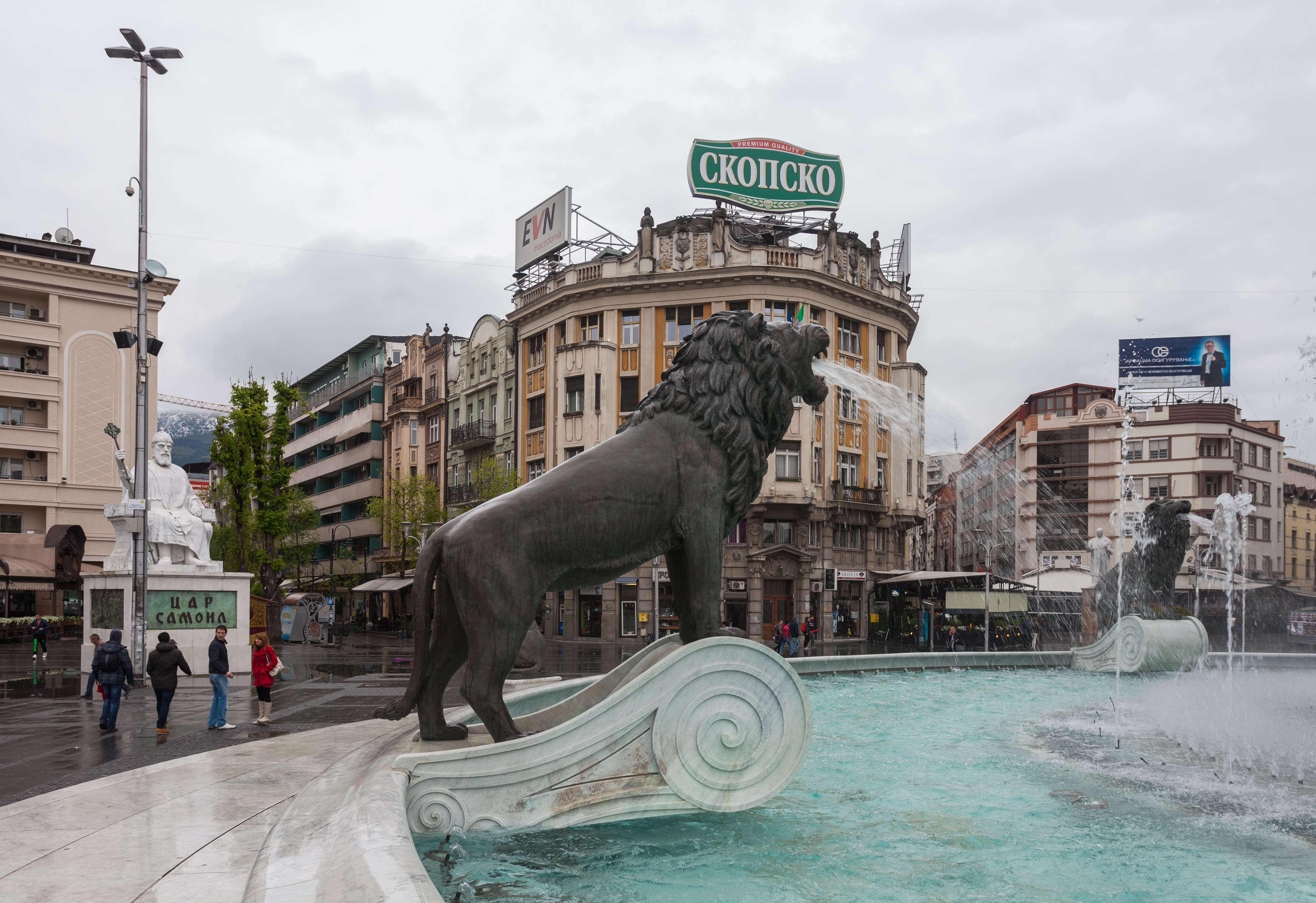
Macedoniëplein in Skopje

Noord-Macedonië (uitspraak: [ˌnortmɑsəˈdonijə]), officieel de Republiek Noord-Macedonië (Macedonisch: Република Северна Македонија, uitspraakⓘ) (Albanees: Republika e Maqedonisë së Veriut), is een land in het midden van het Balkanschiereiland in Zuidoost-Europa. Het is de opvolger van een van de deelrepublieken van het voormalige Joegoslavië. De deelrepubliek verklaarde zich in september 1991 onafhankelijk onder de naam Macedonië. In 1993 werd Noord-Macedonië lid van de Verenigde Naties, maar dan onder de voorlopige naam Voormalige Joegoslavische Republiek Macedonië, vanwege een geschil met Griekenland over de rechten op de naam Macedonië. Na een akkoord met Griekenland kreeg het in 2019 de naam Noord-Macedonië.
De Republiek Noord-Macedonië is een binnenstaat die wordt begrensd door Kosovo in het noordwesten, Servië in het noordoosten, Bulgarije in het oosten, Griekenland in het zuiden en Albanië in het westen. Het vormt ongeveer een derde van het grotere historische gebied Macedonië. De hoofdstad en grootste stad is Skopje met 795.000 (2020) inwoners. Andere grotere steden zijn Kumanovo, Bitola, Tetovo, Gostivar, Prilep, Struga, Ohrid, Veles, Strumica en Štip. De meerderheid van de bewoners zijn Macedoniërs, een Zuid-Slavisch volk. Albanezen vormen een minderheid van ongeveer 25%, gevolgd door Turken, Roma, Serviërs, Bosniërs en Aroemenen. Het land heeft meer dan vijftig meren en zestien bergen hoger dan 2000 meter. Het reliëf van de staat is voornamelijk bergachtig.
Noord-Macedonië is lid van de Raad van Europa. Sinds december 2005 is het ook een kandidaat voor toetreding tot de Europese Unie. Noord-Macedonië is een land met een middelhoog inkomen en heeft een van de laagste BBP per hoofd van de bevolking in Europa. Noord-Macedonië is sinds 27 maart 2020 lid van de NAVO.
Noord-Macedonië scoort hoog op het gebied van menselijke ontwikkeling en biedt zijn burgers sociale zekerheid, een universeel gezondheidszorgsysteem en collegegeldvrij basis- en voortgezet onderwijs.

## Naam en etymologie
De naam van de staat is afgeleid van het Griekse woord Μακεδονία (Makedonía), een koninkrijk (later, regio) genoemd naar de oude Macedoniërs. Hun naam, Μακεδόνες (Makedónes), komt uiteindelijk voort uit het oude Griekse bijvoeglijk naamwoord μακεδνός (makednós), wat lang of taps betekent en dat dezelfde wortel heeft als het bijvoeglijk naamwoord μακρός (makrós), wat lang of hoog betekent. Aangenomen wordt dat de naam oorspronkelijk Hooglanders of de Lange betekende, mogelijk beschrijvend voor het volk.

## Geografie
- lengte landgrenzen: 766 km (151 km met Albanië, 148 km met Bulgarije, 246 km met Griekenland, 61 km met Servië en 151 km met Kosovo)
- kustlijn: geen
- langste rivieren: Vardar
- grootste meren: Meer van Ohrid, Dojranmeer, Prespameer
- hoogste punt: Korab, 2754 m
- laagste punt: rivier de Vardar, 44 m

Natuurlijk en cultureel erfgoed van de regio Ohrid is een van de monumenten op de Werelderfgoedlijst in Noord-Macedonië. Een deel van Albanië valt er nu ook onder. Ohrid wordt gezien als een van de oudste bewoonde plaatsen van Europa.

## Geschiedenis
Na de Tweede Wereldoorlog werd het in 1918 gestichte Joegoslavië (formeel) een federale staat, waarbij voor het eerst ook het Slavisch Macedonische volk een eigen territorium kreeg, de Socialistische Republiek Macedonië. Op 8 september 1991 werd deze deelstaat na een referendum onafhankelijk. Op die datum wordt sindsdien jaarlijks de onafhankelijkheid gevierd.
De nieuwe staat werd in 1993 lid van de Verenigde Naties, maar als gevolg van een geschil met Griekenland over zijn naam, werd het enkel toegelaten onder de voorlopige verwijzing 'Voormalige Joegoslavische Republiek Macedonië' (Macedonisch Slavisch: Поранешна Југословенска Република Македонија, Poranešna Jugoslovenska Republika Makedonija), afgekort FYROM (van het Engelse Former Yugoslav Republic of Macedonia).
De Republiek Macedonië streefde in de eerste decennia van de 21e eeuw tevergeefs naar aansluiting bij de NAVO en EU. Dit was vooral het gevolg van Griekse tegenstand. De naam "Macedonië" lag gevoelig voor de Grieken, aangezien een groot gebied in het noorden van Griekenland ook die naam heeft. De Grieken vreesden dat het land Macedonië aanspraken ging maken op het Griekse gebied met dezelfde naam. Griekenland drong er bij de internationale gemeenschap op aan om het verschil tussen de twee "Macedoniën" duidelijk naar voren te laten komen. Daarom werd de Republiek Macedonië in het internationale verkeer lang aangeduid als 'Voormalige Joegoslavische Republiek Macedonië' (in het Engels Former Yugoslav Republic of Macedonia of afgekort als F.Y.R.O.M.). Griekenland gebruikte in de eerste decennia van de 21e eeuw zijn veto om toetreding van Macedonië tot de NAVO en EU te blokkeren. Onderhandelingen tussen de twee landen liepen in die periode op niets uit.
De nieuwe Republiek Macedonië ondervond weinig tot geen gevolgen van de oorlogen in Joegoslavië begin jaren 1990. Dat veranderde toen in 1998 een extreem-nationalistische orthodoxe regering onder premier Georgievski aan de macht kwam en bovendien oorlog uitbrak in Kosovo. Albanese vluchtelingen vestigden zich vooral in het deel van Macedonië waar al een etnisch Albanese minderheid woonde. De Albanezen in Macedonië, georganiseerd in de UÇK-M, streefden naar onafhankelijkheid. Dit leidde in 2001 tot een korte gewapende Albanese opstand waaraan een einde kwam met het Akkoord van Ohrid. De NAVO assisteerde bij het innemen van de wapens van de etnische Albanezen en ondersteunde het vredesproces. Tot de parlementsverkiezingen in september 2002 bleef een NAVO-vredesmacht aanwezig met de naam Task Force Fox. Tussen 2002 en 2005 was een kleinere EU-vredesmacht in het land aanwezig.
In juni 2018 bereikten de regeringen van Macedonië en Griekenland een voorlopig akkoord waarbij het land de naam "Republiek Noord-Macedonië" (Република Северна Македонија, Republika Severna Makedonija) aannam. Deze naamsverandering werd in oktober 2018 door het Macedonische parlement bevestigd. Dankzij deze naamswijziging kon Noord-Macedonië in 2020 toetreden tot de NAVO.

## Bestuurlijke indeling
Tot november 1991 was de republiek opgedeeld in 34 districten, waarna de primaire bestuurlijke verdeling werd veranderd in 123 gemeenten (opštini). In augustus 2004 werd dit teruggebracht tot 84 gemeenten.

### Steden
Er ligt een beperkt aantal grotere steden in Macedonië. De grootste stad is Skopje met bijna 600.000 inwoners.

## Demografie

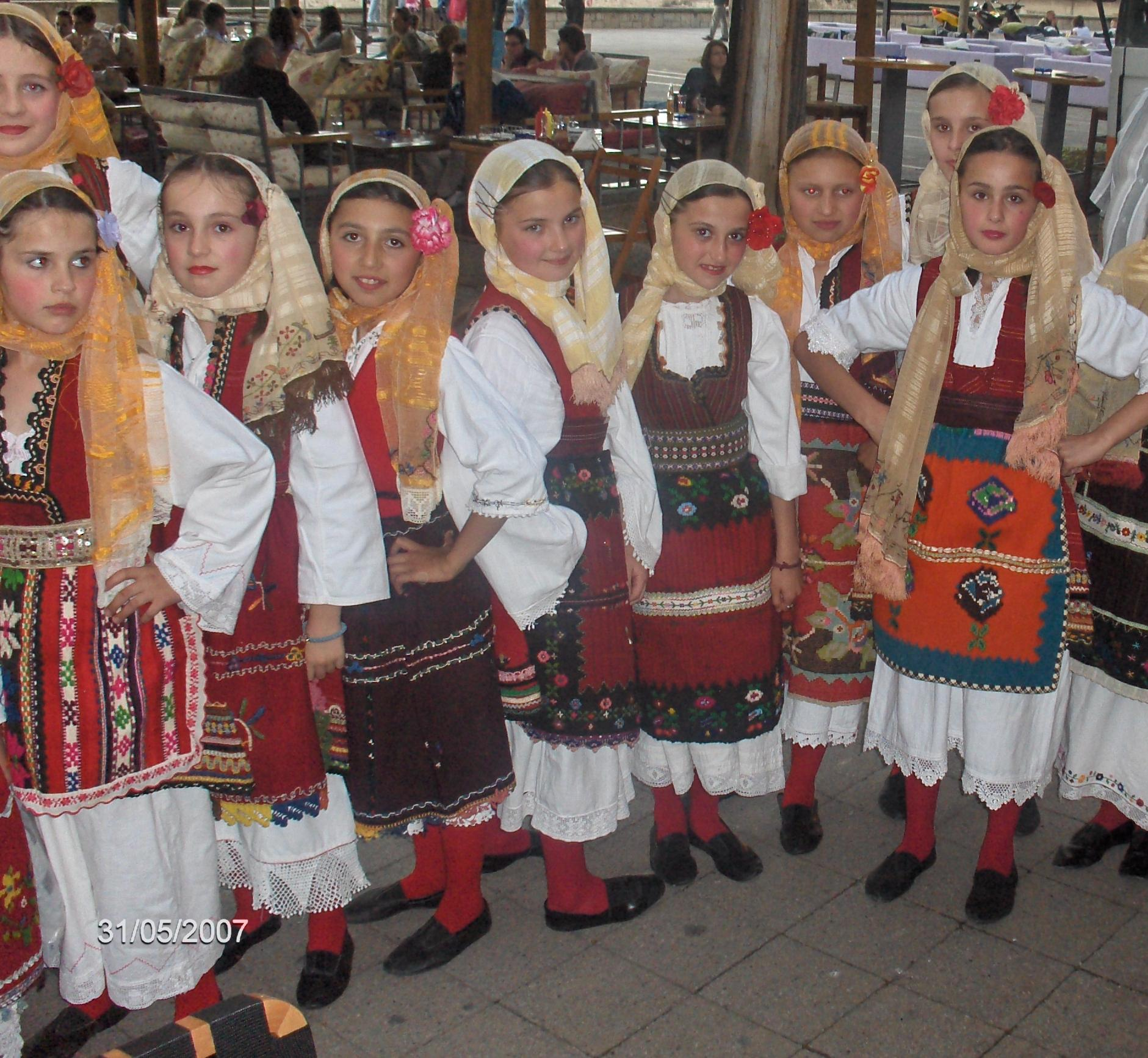
Macedonische meisjes in traditionele kleding

Volgens de laatste volkstelling in 2002 had Noord-Macedonië 2.022.547 inwoners. In totaal werden er 564.296 particuliere huishoudens en 698.143 woningen geteld. Dit komt overeen met een gemiddelde huishoudgrootte van ongeveer 3,6 personen per huishouden. In 2011 is een nieuwe volkstelling uitgevoerd, maar de resultaten zijn om technische en politieke redenen niet gepubliceerd. In 2018 werden er 2.076.217 personen in het land geteld. In 2018 had Noord-Macedonië een geboortecijfer van 10,3‰ en een sterftecijfer van 9,5‰. Met een positieve natuurlijke bevolkingsgroei van 0,08% is Noord-Macedonië - samen met de buurlanden Albanië en Kosovo - een van de weinige landen in de Balkan met een geboorteoverschot. Desalniettemin krijgt een vrouw in Noord-Macedonië gemiddeld slechts 1,43 kinderen gedurende haar vruchtbare periode, een halvering vergeleken met het vruchtbaarheidscijfer van 2,98 kinderen in 1970 en een kwart van het gemiddeld kindertal van 5,70 kinderen per vrouw in 1950.

### Etniciteit
De grootste bevolkingsgroep in Noord-Macedonië vormen de Slavische Macedoniërs. Volgens de volkstelling van 2002 vertegenwoordigden zij met bijna 1,3 miljoen personen zo'n 64 procent van de bevolking. De Macedoniërs leven voornamelijk in het oosten, het midden en het zuiden van het land. Het aantal Macedoniërs in de Macedonische bevolking is sinds 1991 aan het dalen.
De grootste minderheid vormen de Albanezen, die voornamelijk in het westen en noorden van het land leeft. In 2002 vormden zij met ruim een half miljoen personen zo'n 25 procent van de totale bevolking. Door de massale grote emigratie van deze etnische groep wonen naar schatting tussen de 200.000 en 300.000 Albanezen in het buitenland. Desalniettemin groeit het aantal Albanezen gestaag door, vooral vanwege de hogere geboortecijfers.
In 2002 waren de Turken de derde bevolkingsgroep met 77.959 personen, ofwel 3,85 procent van de bevolking. De Turkse bevolking is voornamelijk verspreid in de steden in het westen en het centrum van Noord-Macedonië. Ze vormen de meerderheid in de twee gemeenten: Plasnica en Centar Župa.
Het aantal Roma werd in de volkstelling van 2002 op 53.879 gesteld. Dat is 2,66 procent van de bevolking van Noord-Macedonië. Dit aantal is waarschijnlijk onderschat, aangezien andere bronnen 80.000 tot 260.000 Roma in Noord-Macedonië melden. Vanwege de hoge armoede onder hen wonen de Roma meestal in steden, omdat ze daar beter hopen te leven. Ze vormen een ruime meerderheid van de bevolking van Šuto Orizari in de hoofdstad Skopje.
|                | 1948      | 1948    | 1961      | 1961    | 1971      | 1971    | 1981      | 1981    | 1991      | 1991    | 2002      | 2002    |
| -------------- | --------- | ------- | --------- | ------- | --------- | ------- | --------- | ------- | --------- | ------- | --------- | ------- |
| Etnische groep | Aantal    | Procent | Aantal    | Procent | Aantal    | Procent | Aantal    | Procent | Aantal    | Procent | Aantal    | Procent |
| Macedoniërs    | 860.699   | 66,0    | 1.000.854 | 71,2    | 1.142.375 | 69,3    | 1.281.195 | 67,0    | 1.328.187 | 65,3    | 1.297.981 | 64,2    |
| Albanezen      | 162.524   | 12,5    | 183.108   | 13,0    | 279.871   | 17,0    | 377.726   | 19,8    | 441.987   | 21,7    | 509.083   | 25,2    |
| Turken         | 203.938   | 15,6    | 131.481   | 9,4     | 108.552   | 6,6     | 86.691    | 4,5     | 77.080    | 3,8     | 77.959    | 3,9     |
| Roma           | 20.462    | 1,6     | 20.606    | 1,5     | 24.505    | 1,5     | 43.223    | 2,3     | 52.103    | 2,6     | 53.879    | 2,7     |
| Serviërs       | 35.112    | 2,7     | 42.728    | 3,0     | 46.465    | 2,8     | 44.613    | 2,3     | 42.775    | 2,1     | 35.939    | 1,8     |
| Bosniakken     | 1.591     | 0,1     | 3.002     | 0,2     | 1.248     | 0,1     | 39.555    | 2,1     | 31.356    | 1,5     | 19.571    | 0,9     |
| Aroemenen      | 8.668     | 0,7     | 8.046     | 0,6     | 7.190     | 0,4     | 6.392     | 0,3     | 7.764     | 0,4     | 9.695     | 0,5     |
| Anders         | 11.520    | 0,9     | 16.178    | 1,2     | 37.102    | 2,3     | 29.741    | 1,6     | 52.712    | 2,6     | 18.440    | 0,9     |
| Totaal         | 1.304.514 | 100,0   | 1.406.003 | 100,0   | 1.647.308 | 100,0   | 1.909.136 | 100,0   | 2.033.964 | 100,0   | 2.022.547 | 100,0   |

Verspreiding van de etnische groepen volgens de volkstelling van 2002
De etnische verdeling van Macedoniërs (roze)
De verspreiding van de Albanese minderheid
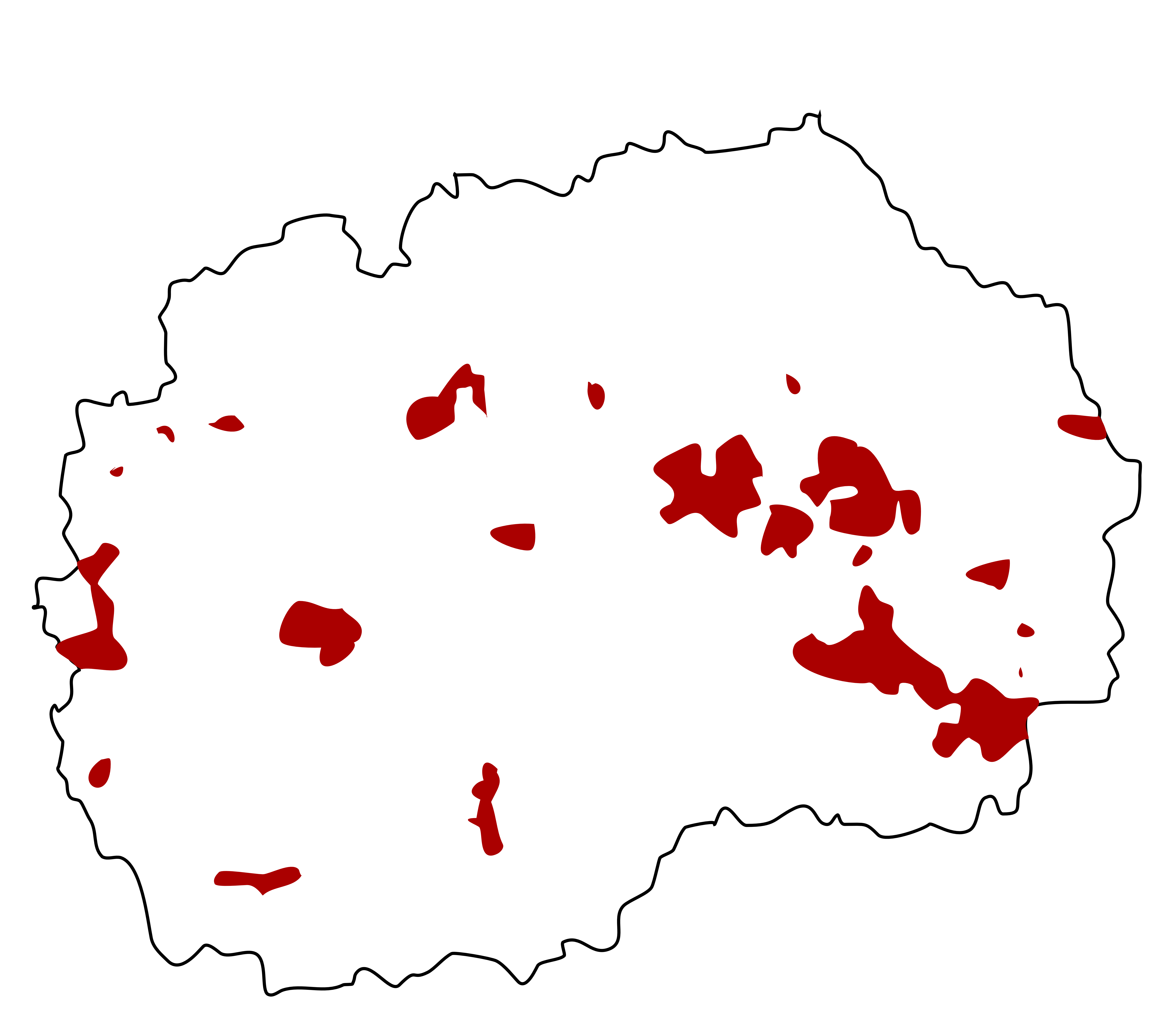
De verspreiding van de Turkse minderheid
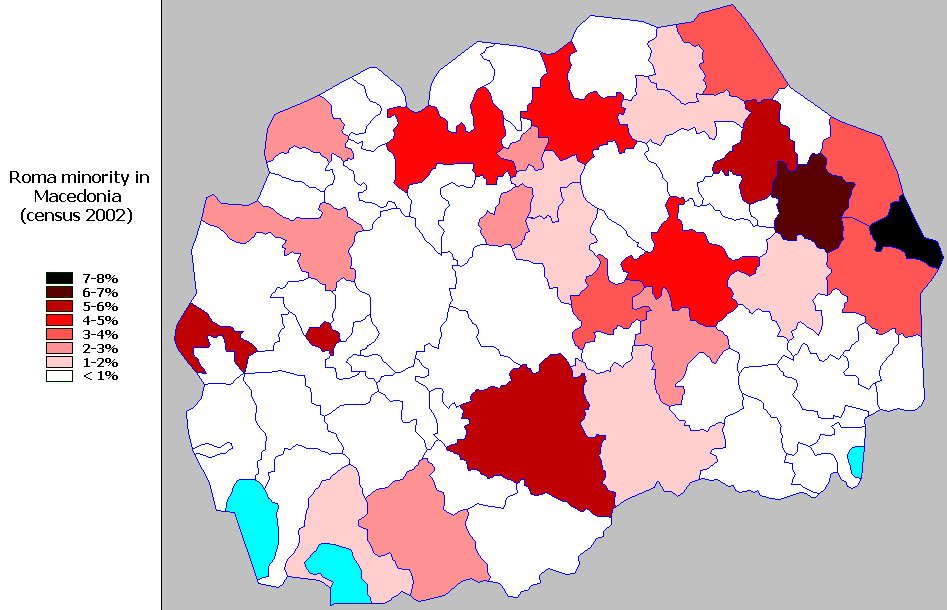
Verspreiding van de Roma
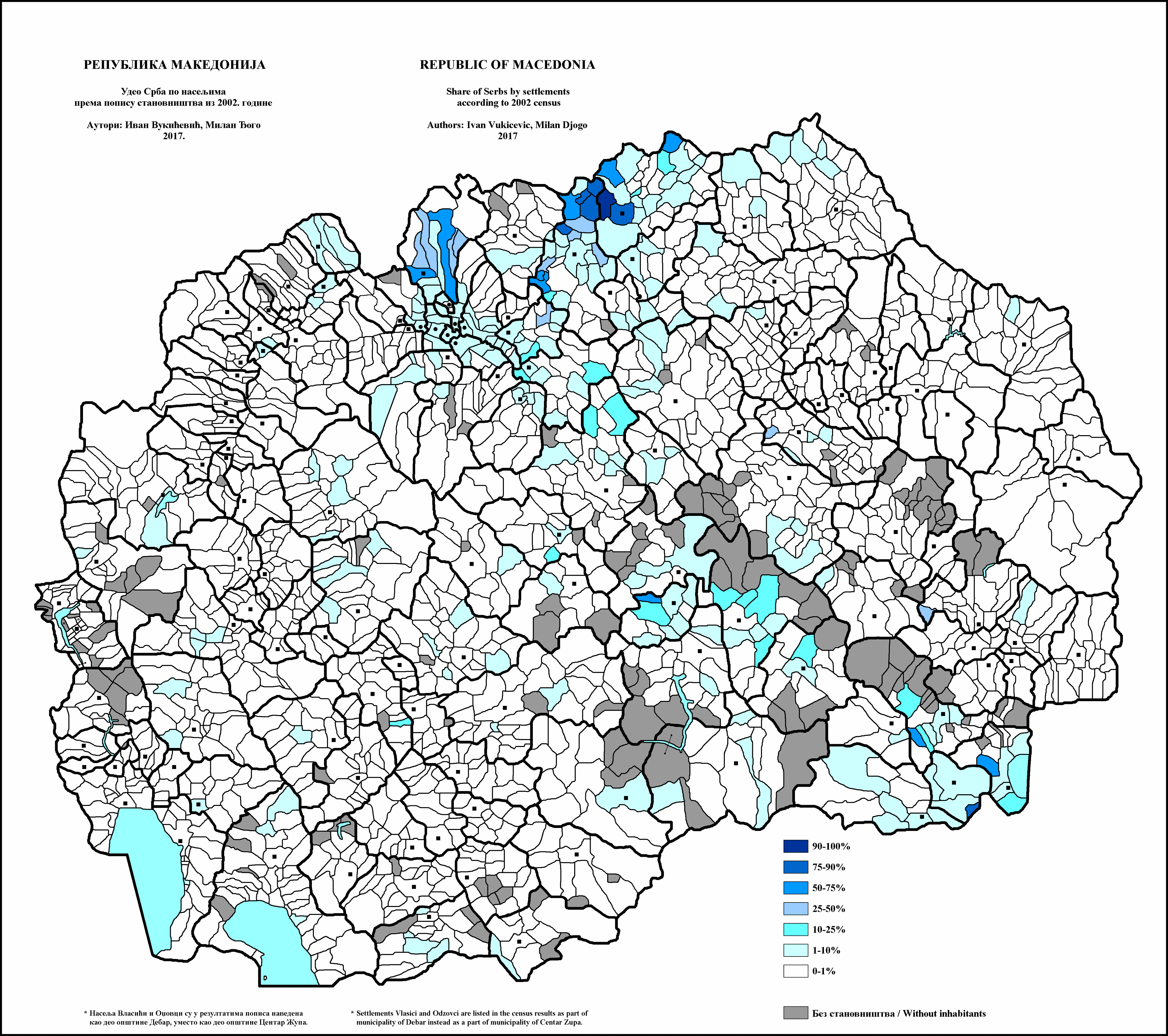
De verspreiding van de Serviërs

### Talen
De enige nationale officiële taal van Noord-Macedonië is het Macedonisch. Het Macedonisch is een Zuid-Slavische taal en is nauw verwant aan het Bulgaars. In Bulgarije beschouwen sommigen het Macedonisch als een dialect of variëteit van het Bulgaars. Het Macedonisch is ook nauw verwant aan het Servisch, Sloveens, Kroatisch en Bosnisch.
Het is in mindere mate ook verwant aan het Russisch, Oekraïens, Wit-Russisch, Tsjechisch, Slowaaks en Pools. Het Macedonisch wordt geschreven met een variant van het cyrillisch alfabet.
In het westen van Noord-Macedonië leeft een belangrijke Albanese minderheid, die in onder meer de centrumsteden Debar, Gostivar en Tetovo zelfs de meerderheid van de bevolking uitmaakt. In alle gemeenten waar meer dan 20% Albanezen wonen kan het Albanees gebruikt worden voor vragen aan de overheid en in het gemeentelijk bestuur. Ook in Skopje, waar de meerderheid van de bevolking Macedonisch is, zijn wegwijzers en straatnaamborden doorgaans tweetalig. Ook het Turks wordt nog door zo'n 200.000 mensen gesproken in Noord-Macedonië. In de gemeenten Centar Župa en Plasnica spreekt zelfs de meerderheid van de bevolking Turks.
Verder wordt het Servisch nog vrij algemeen beheerst als tweede taal, doordat Noord-Macedonië vroeger een deel van Joegoslavië was. Ook wordt er lokaal Adygees, Aroemeens, Balkan-Gagaoezisch Turks, Grieks, Megleno-Roemeens en Balkan-Romani gesproken. In Šuto Orizari heeft het Romani een officiële status.

### Religie
Volgens de volkstelling is het merendeel van de bevolking christelijk, waarvan de overgrote meerderheid tot de Macedonisch-Orthodoxe Kerk behoort (64,8% van de bevolking). Verschillende andere christelijke denominaties vertegenwoordigen 0,4% van de bevolking. Ruim 33,3% van de bevolking is moslim. Noord-Macedonië heeft het op drie na hoogste percentage moslims in Europa, na dat van Kosovo (96%), Albanië (59%), en Bosnië en Herzegovina (51%). De meeste moslims zijn Albanezen, Turken of Roma; weinigen zijn Macedonische moslims, in de volksmond ook wel Torbeši genoemd. De resterende 1,5% van de bevolking hangt een andere religie aan of is ongelovig. Tot de Tweede Wereldoorlog was er een significante Joodse gemeenschap (uitsluitend Sefardim), die vooral in concentratiekamp Treblinka is uitgemoord door de nazi's.
In totaal waren er eind 2011 1842 kerken en 580 moskeeën in het land. De orthodoxe en islamitische gemeenschappen hebben middelbare scholen in Skopje. Ook is er een orthodox theologisch college in Skopje. De Macedonisch-Orthodoxe Kerk heeft jurisdictie over het land en heeft 10 bisschoppen en ongeveer 350 priesters. Jaarlijks worden er in alle provincies 30.000 mensen gedoopt.

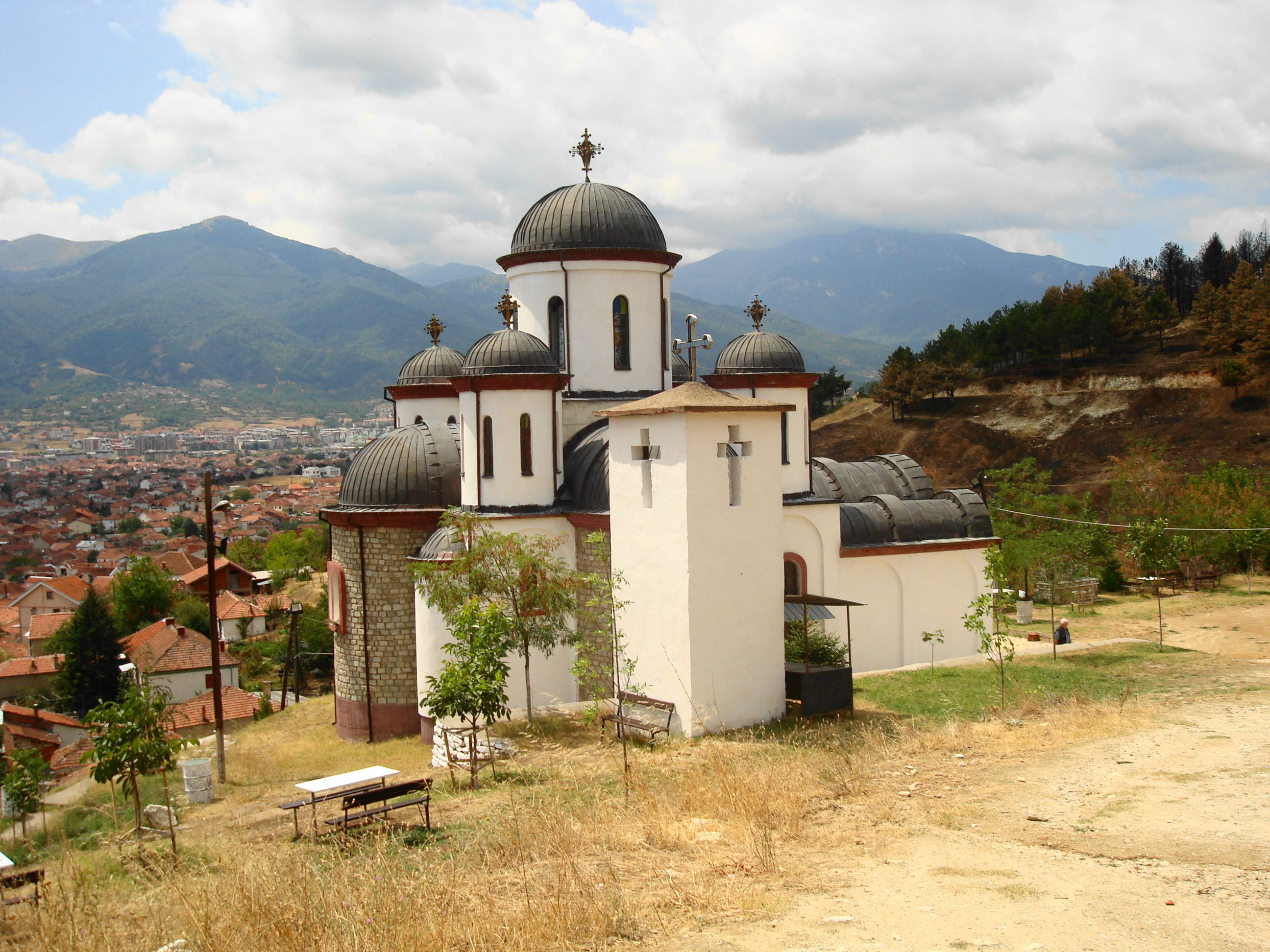
Een orthodoxe kerk in Bitola
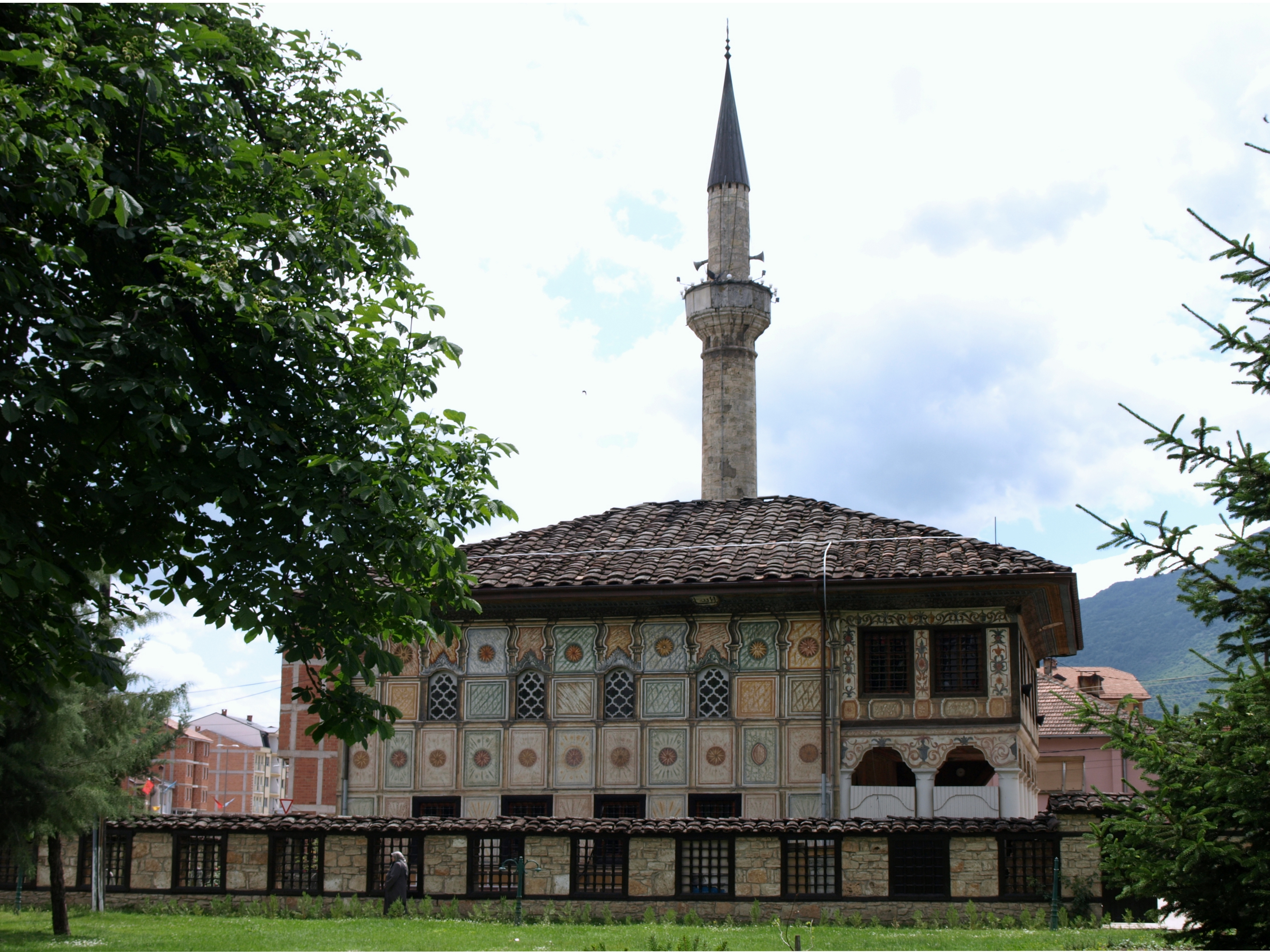
De Šarena-moskee in Tetovo
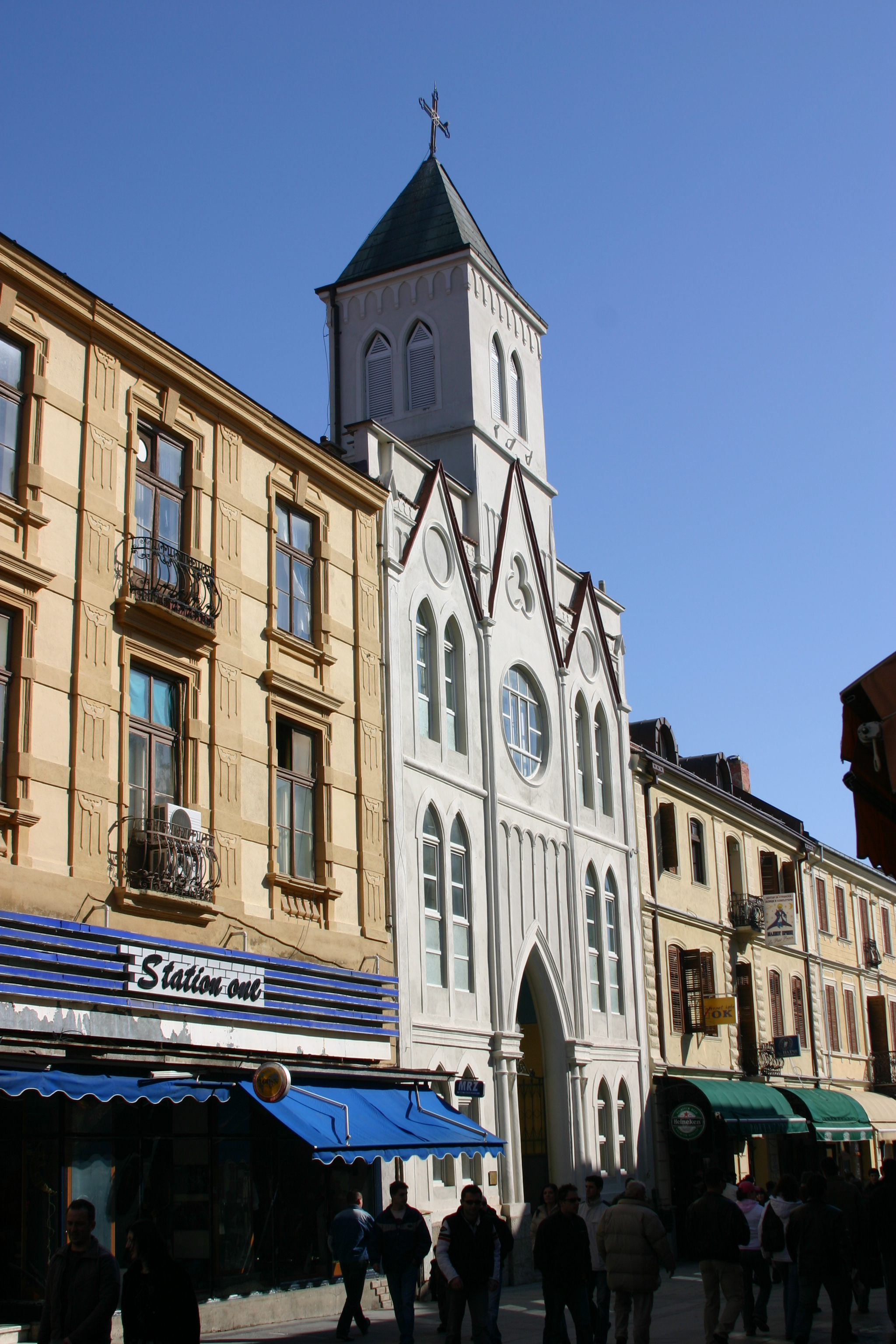
Een katholieke kerk in Bitola
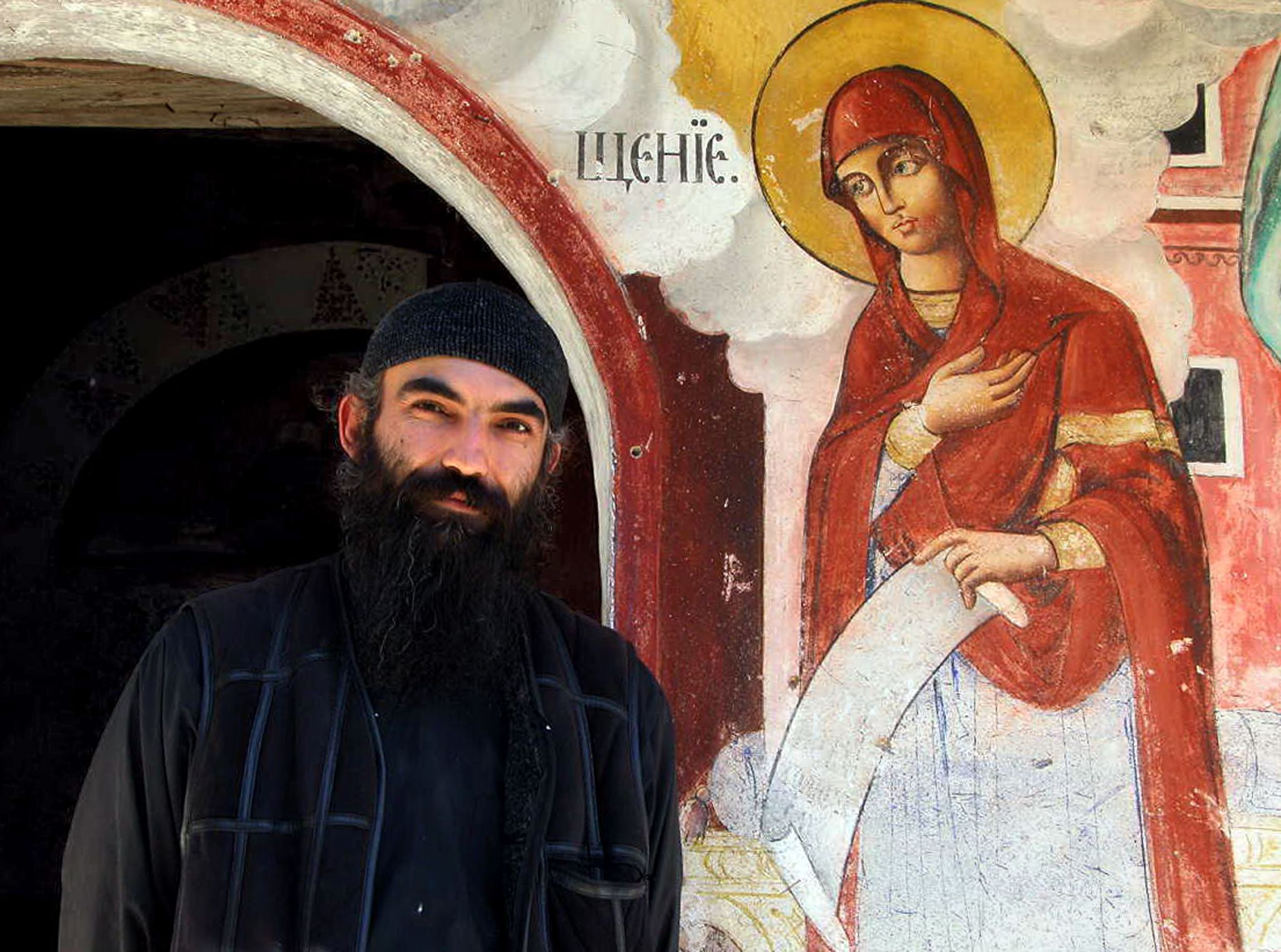
Een monnik bij het Treskavets-klooster bij Prilep
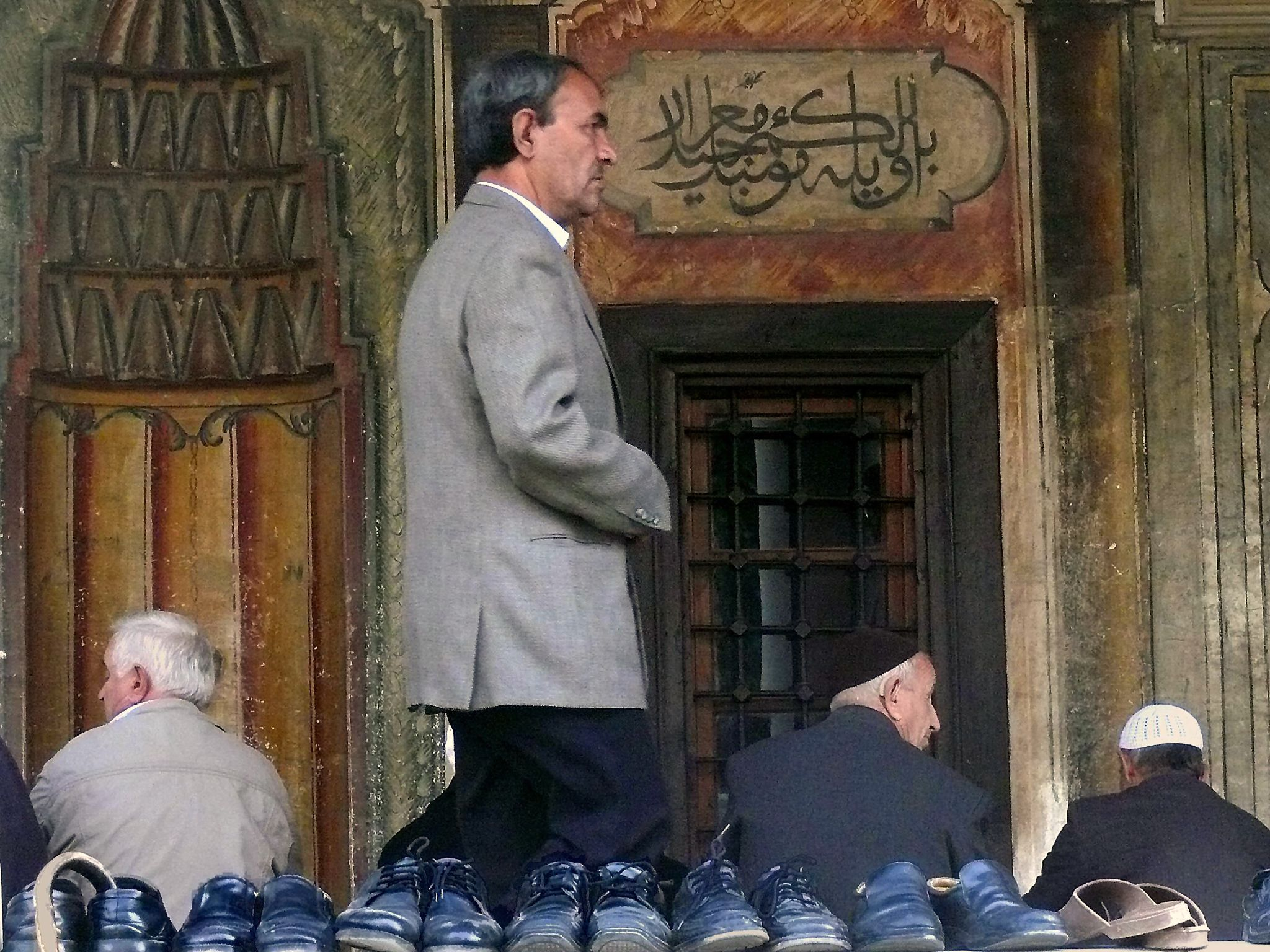
Islamitische mannen bij een moskee in Tetovo

## Economie
In april 1992 verklaarde Noord-Macedonië de onafhankelijkheid. Van 1990-1995 verkeerde de Macedonische economie in een diepe terugval, veroorzaakt door een aantal factoren: de ineenstorting van de gemeenschappelijke markt, de oorlogen in het voormalige Joegoslavië, de Griekse blokkade, sancties tegen Federale Republiek Joegoslavië, de manier van bedrijfsvoering en problemen bij banken. Sinds 1996 begon de economie langzaam te groeien, maar dit werd opnieuw onderbroken door de Kosovo-oorlog van 1999 en het binnenlandse etnische conflict van 2001.
Werkloosheid is het grootste probleem voor de economie, 38% (2005). De infrastructuur bevindt zich in een relatief goede staat, maar verdere investeringen zijn nodig op dit gebied (voornamelijk in de oost-west-transport- en communicatieverbinding). Noord-Macedonië is lid van de Wereldhandelsorganisatie en heeft een open economie, sterk geïntegreerd in de internationale handel (in 2005 was de totale buitenlandse handel goed voor 79,5% van het BBP).
- Werkloosheid - 27,3% (2015) [48]
- Armoede - 30% (2014)
- Opbrengst - $ 3,227 miljard
- Uitgaven - $ 3,687 miljard
- Staatsschuld (% van het bbp) - 34% (2014) (59,30% - Wereld gemiddelde)
- Invoer - $ 6,091 miljard (2014) Duitsland 32,7%, Kosovo 12,5%, Griekenland 4,2%, Servië 5,6%, Bulgarije 6,1%, Italië 6,3% (2013)
- Export - $ 3,421 miljard (2014) Griekenland 16,8%, Duitsland 12,5%, Servië 9,8%, Italië 10,1%, Bulgarije 7,8%, Verenigd Koninkrijk 5% (2013)

## Europese Unie
De Republiek Noord-Macedonië heeft op 22 maart 2004 een aanvraag gedaan om toe te treden tot de Europese Unie. Op 9 november 2005 gaf de Europese Commissie een positief advies, dat op 17 december 2005 werd overgenomen door de Europese Raad. Het land werd daarmee kandidaat-lid.

## Galerij

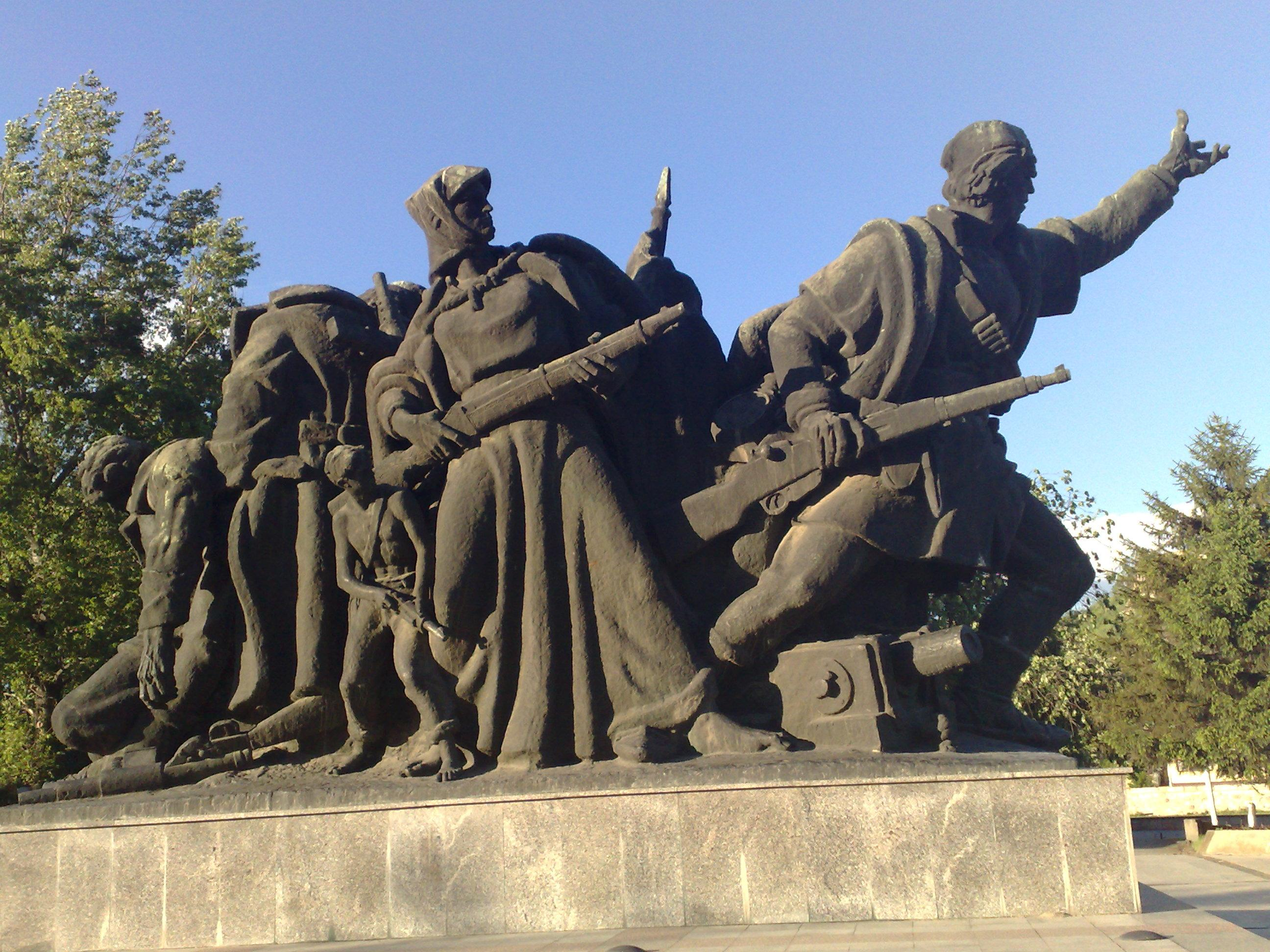
Monument ter ere van de "Bevrijders van Skopje" in het centrum van Skopje
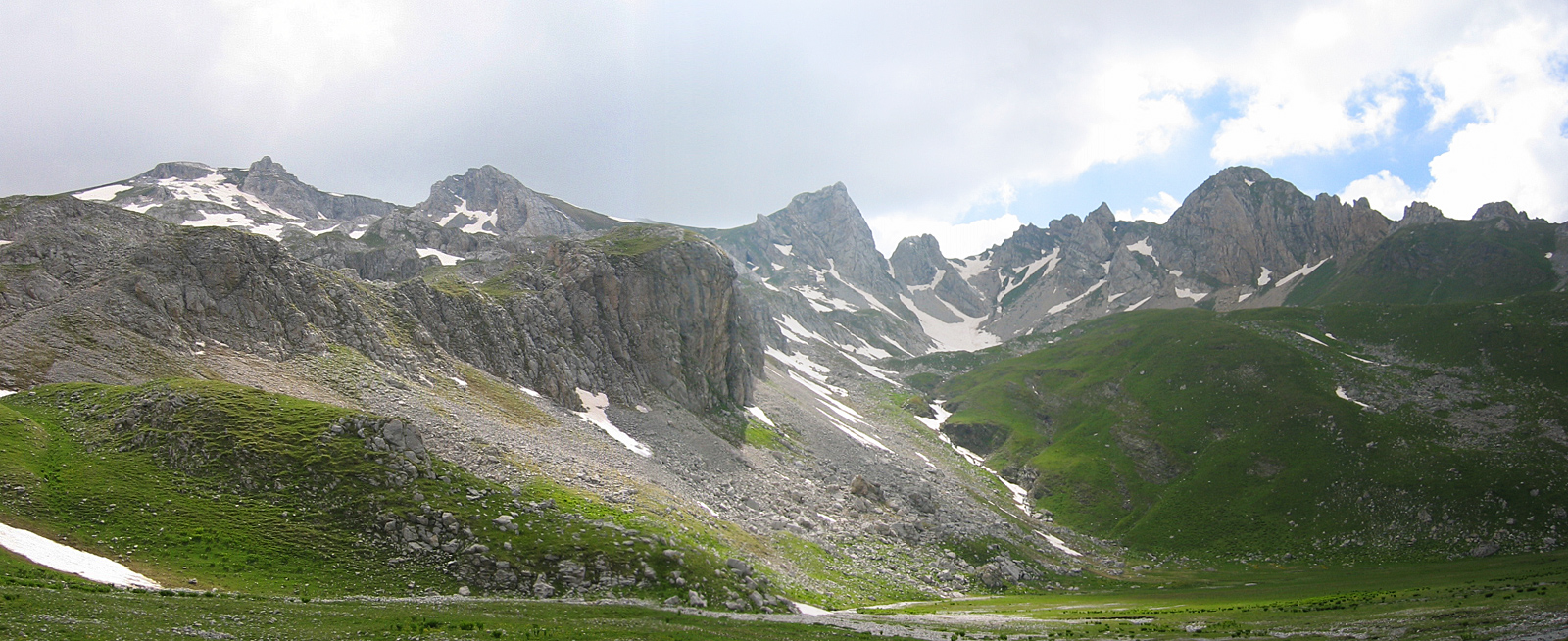
Korab – De hoogste berg van het land
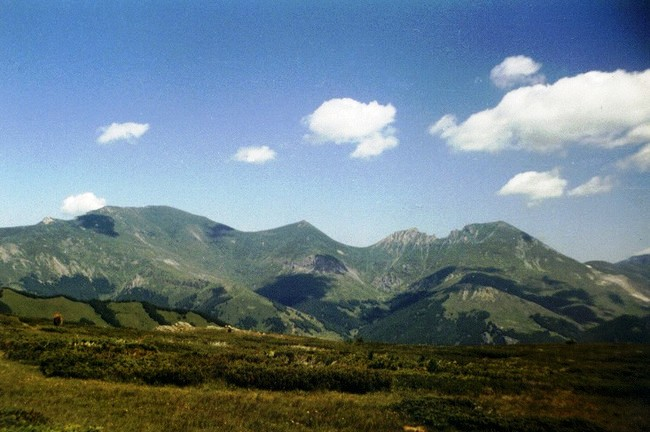
Het Šargebergte
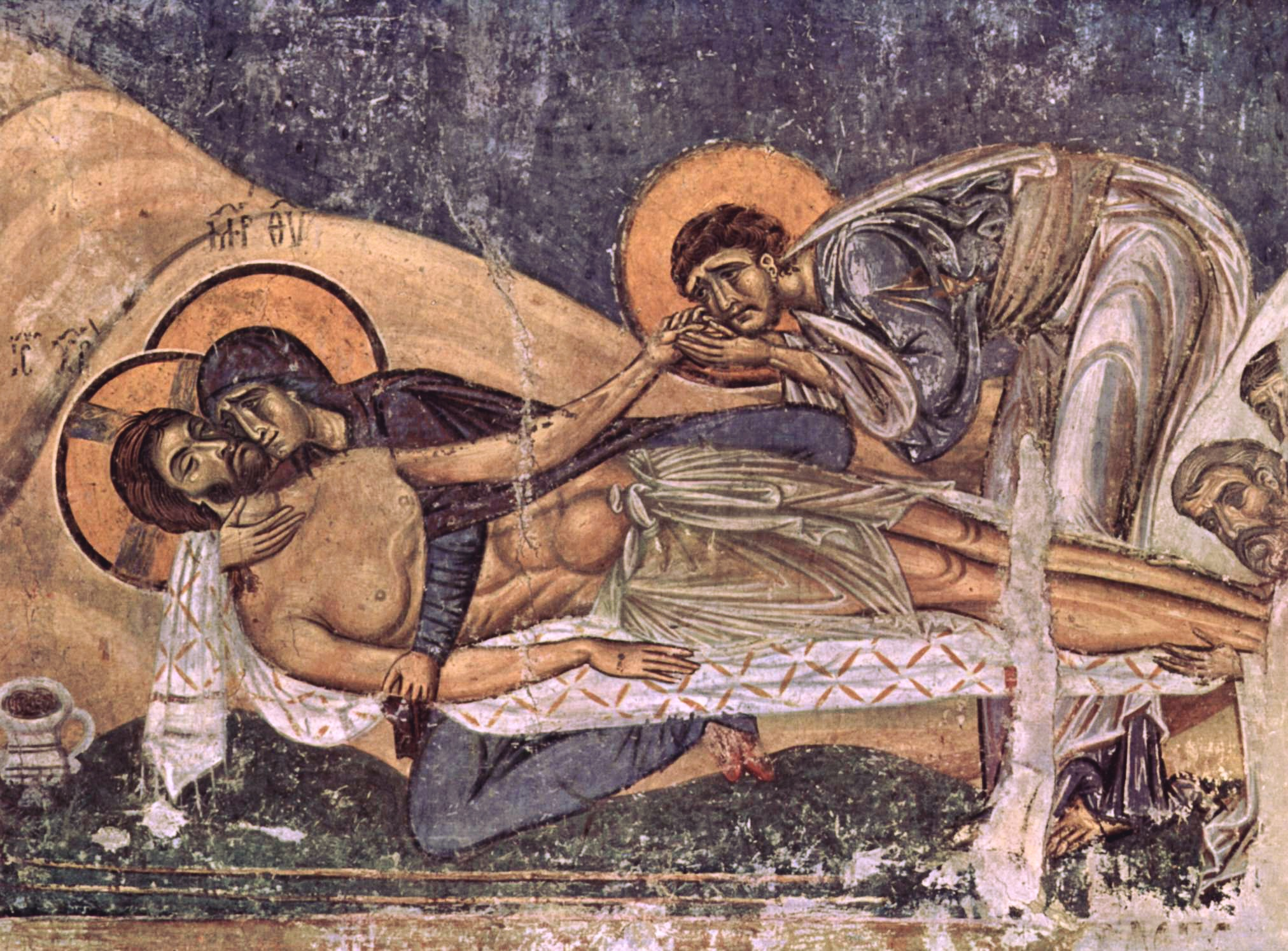
Kerk van St. Panteleimon nabij Skopje
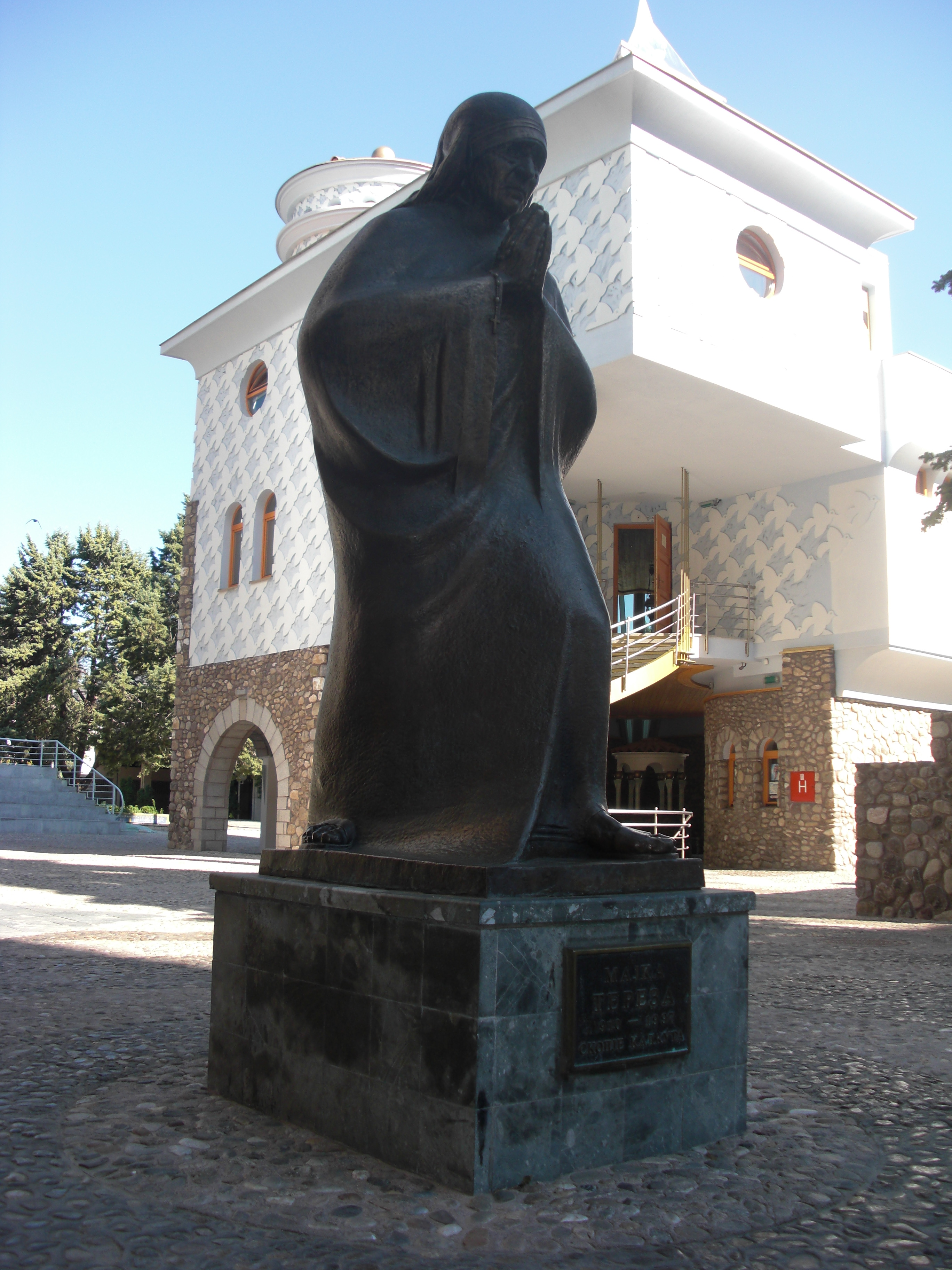
Standbeeld van Moeder Teresa in Skopje
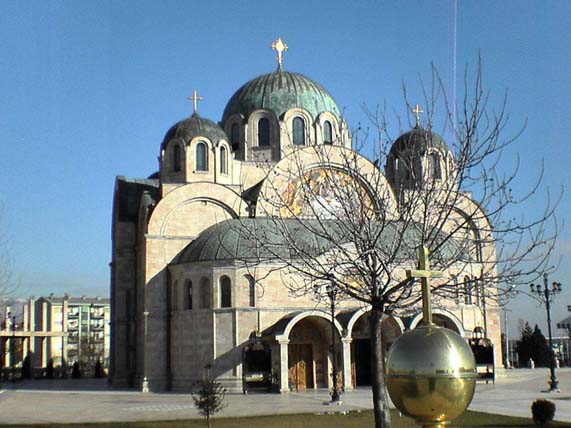
Orthodoxe kerk van de Heilige Drie-eenheid in Radoviš

 Albanië ·  Andorra ·  Armenië ·  Azerbeidzjan ·  België ·  Bosnië en Herzegovina ·  Bulgarije ·  Cyprus ·  Denemarken ·  Duitsland ·  Estland ·  Finland ·  Frankrijk ·  Georgië ·  Griekenland ·  Hongarije ·  Ierland ·  IJsland ·  Italië ·  Kazachstan ·  Kosovo ·  Kroatië ·  Letland ·  Liechtenstein ·  Litouwen ·  Luxemburg ·  Malta ·  Moldavië ·  Monaco ·  Montenegro ·  Nederland ·  Noord-Macedonië ·  Noorwegen ·  Oekraïne ·  Oostenrijk ·  Polen ·  Portugal ·  Roemenië ·  Rusland ·  San Marino ·  Servië ·  Slovenië ·  Slowakije ·  Spanje ·  Tsjechië ·  Turkije ·  Vaticaanstad ·  Verenigd Koninkrijk ·  Wit-Rusland ·  Zweden ·  Zwitserland